# Plectiscus raduilus
Plectiscus raduilus är en stekelart som först beskrevs av Kolarov 1986.  Plectiscus raduilus ingår i släktet Plectiscus och familjen brokparasitsteklar. Inga underarter finns listade i Catalogue of Life.